# Vecchio del mare
Nella mitologia greca, il Vecchio del mare (in greco antico: ἅλιος γέρων?, hálios gérōn; o anche Γέροντας της Θάλασσας, trasl. Gérontas tēs Thálassas) è una figura che poteva essere identificata come una qualsiasi delle numerose creature acquatiche, generalmente Nereo o Proteo, ma anche Tritone, Ponto, Forco o Glauco. È il padre di Teti (la madre di Achille).

## Mitologia
Nel IV libro dell'Odissea di Omero, Menelao racconta a Telemaco il suo viaggio verso casa e come dovette chiedere consiglio al Vecchio del Mare. Il Vecchio può rispondere a qualsiasi domanda se catturato, ma catturarlo significa resistere mentre cambia da una forma all'altra. Menelao lo catturò e durante l'interrogatorio chiese se Ulisse, il padre di Telemaco, fosse ancora vivo.

## Sinbad

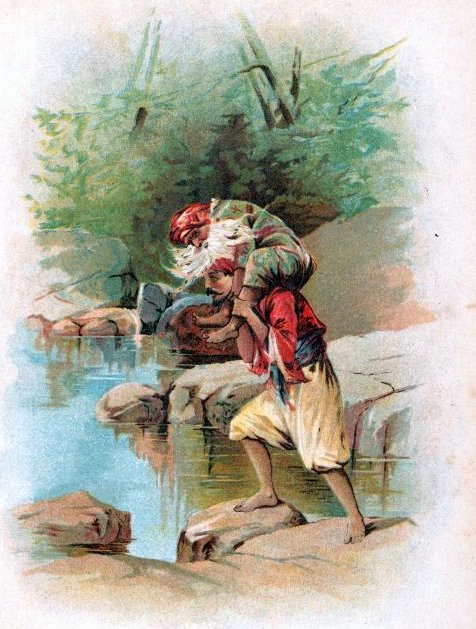
Dopo aver fatto naufragio, Sinbad il marinaio viene ridotto in schiavitù dal "Vecchio del mare".

Sinbad il marinaio incontrò il mostruoso Vecchio del Mare (in arabo شيخ البحر‎?, Shaykh al-Bahr) durante il suo quinto viaggio. Si diceva che il Vecchio del Mare, com'è riportato nei racconti di Sinbad, ingannasse un viaggiatore facendolo cavalcare sulle sue spalle mentre il viaggiatore lo trasportava attraverso un ruscello. Tuttavia, il Vecchio non allentava la presa, costringendo la sua vittima a trasportarla dove preferiva e concedendole poco riposo. Tutte le vittime del Vecchio alla fine morirono a causa di questo trattamento miserabile, e il Vecchio le mangiò o le derubava. Sinbad, tuttavia, dopo aver fatto ubriacare il Vecchio con il vino, riuscì a scrollarlo di dosso e ad ucciderlo.

## Poesia e riferimenti lirici
Il Vecchio del Mare è menzionato nel poema narrativo King Jasper di Edwin Arlington Robinson. Nella terza parte della poesia, re Jasper sogna il suo defunto amico Hebron (che Jasper ha tradito) cavalcante sulla sua schiena. «Non puoi ancora cadere e sto guidando bene», dice Hebron a Jasper. «Se solo potessimo vedere l’acqua, / Diremmo che io sono il Vecchio del Mare, / E tu Sinbad il Marinaio». Hebron poi si trasforma in oro (un simbolo della motivazione di Jasper per averlo tradito) e convince Jasper a saltare attraverso un burrone con il pesante Hebron dorato sulla schiena.

Il Vecchio del Mare figura anche in un'opera di Derek Walcott, poeta delle Indie Occidentali. In un articolo del 1965, The Figure of Crusoe, in cui scrive sulla poesia Crusoe’s Journal, Walcott osserva: 
Riferendosi in successione alle figure di Adamo, Cristoforo (Colombo) e Venerdì, il narratore del poema osserva: «Tutte le forme, tutti gli oggetti si moltiplicavano dal suo,/il nostro Proteo dell'oceano;/nell'infanzia, la vecchiaia del suo derelitto/era come quella di un dio».

## Nella cultura di massa
- Il Vecchio del Mare viene brevemente menzionato in The Sorceress: The Secrets of the Immortal Nicholas Flamel di Michael Scott per impedire a Perenelle Flamel di fuggire da Alcatraz.
- Chiamato Nereus, questo personaggio è presente in La maledizione del titano, il terzo capitolo della serie di romanzi Percy Jackson e gli dei dell'Olimpo, in cui il protagonista lo combatte.
- Il Vecchio del Mare è menzionato in The Navigator di Morris West.[5]
- Il Vecchio del Mare è menzionato in The Log from the Sea of Cortez (lett. "Il tronco del mare di Cortez") di John Steinbeck.[6]
- Il Vecchio del Mare è anche una carta del gioco di carte collezionabili Magic: The Gathering nell'espansione Arabian Nights basata sul personaggio di Sinbad Voyages, con l'artwork di Susan Van Camp, che dimostra chiaramente un carattere controllante e tortuoso.[7]
- Il Vecchio del Mare è menzionato in Avengers, vol. 1, n. 1 (1963) di Loki.
- Il Vecchio appare anche nel quarto episodio della serie anime giapponese Shirab il ragazzo di Bagdad. Questa versione è in grado di parlare ed eseguire atti di forza sovrumana e può trasformarsi in una capra umanoide.
- Il Vecchio del Mare è menzionato in Piccole Donne (1868-9) di Louisa May Alcott, da Jo in riferimento a zia March.
- Il Vecchio del mare è menzionato nel racconto di George Moore Mildred Lawson (1895): «[...] era diventata una sorta di Vecchio del mare [...]».[8]
- Il Vecchio del Mare è menzionato più volte in Beware of Pity ("Attenti alla pietà") di Stefan Zweig. Un esempio può essere trovato a pagina 294.
- Il Vecchio del Mare è una carta seguace nel gioco da tavolo Talisman the Magical Adventure, 4ª ed. La carta impone al giocatore a perdere 1 vita, 1 mestiere o un punto forza ogni turno finché non viene consegnato alla Taverna.
- Il vecchio uomo del mare è menzionato ne I figli di Matusalemme di Robert Heinlein.[9]
- Il Vecchio del Mare è menzionato anche ne La Chiave d'Oro di George MacDonald.